# 石四牌坊和木四牌坊
石四牌坊和木四牌坊，包括石四牌坊、木四牌坊，位于山西省临汾市翼城县旧城南十字街心。
2004年6月10日，四牌坊公布为第四批山西省文物保护单位。2013年3月5日，石四牌坊和木四牌坊公布为第七批全国重点文物保护单位。